# 20. pehotni polk slovenske vojske
pred letom 2013 se je imenoval 20. motorizirani bataljon (kratica: 20. MOTB). Z reorganizacijo SV se je v maju 2013 preimenoval v 20. pehotni polk (20. PEHP) in prešel pod sestavo 72. brigade Slovenske vojske.

## Razvoj
- Celjski bataljon pehote (19. junij 1992–1995)
- 1. bataljon 82. brigade Slovenske vojske (1995–2001)
- 182. pehotni bataljon Slovenske vojske (2001–2002)
- 20. motorizirani bataljon (2003–2013)
- 20. pehotni polk (od 2013)

## Zgodovina
20. MOTB je bil ustanovljen decembra 2002. Januarja 2002 je bil bataljon izbran za enoto, ki predstavlja Slovensko vojsko v sestavi večnacionalnih vojaških sil oz. na mednarodnih vojaških vajah.
Trenutno mednarodno deluje kot bataljonska bojna skupina v sestavi Večnacionalnih sil kopenske vojske (skupaj s Italijo in Madžarsko). Od leta 2002 je bataljon zadolžen za usposabljanje kandidatov za poklicne vojake.

## Poveljstvo
Poveljniki
- podpolkovnik Gregor Hafner
- podpolkovnik Tomaž Radoševič
- polkovnik Boštjan Novak
- podpolkovnik Boštjan Močnik
- major Vojko Sotlar
- podpolkovnik Boštjan Baš (1. junij 2009 - julij 2012)
- major Igor Iskrač (december 2005–?)
- podpolkovnik Miha Škerbinc - Barbo (29. julij 2004–december 2005)
- major Miran Kristovič (?–29. julij 2004)
- major Ivan Zore
- major Vojteh Mihevc (1992–)

Namestniki poveljnika
- podpolkovnik Gregor Železnik
- podpolkovnik Boštjan Novak
- major Boštjan Močnik
- major Vojko Sotlar
- major Bojan Kovič
- major Boštjan Novak
- major Anže Rode (1. junij 2009 - ?)
- major Boštjan Baš
- major Alenka Petek

## Organizacija
2004
- poveljniško-logistična četa
- 1. motorizirana četa
- 2. motorizirana četa
- 3. motorizirana četa
- minometna četa

2006
- poveljniško-logistična četa
- 1. motorizirana četa
- 2. motorizirana četa
- 3. motorizirana četa
- minometna četa

2009
- poveljniško-logistična četa
- 1. motorizirana četa
- 2. motorizirana četa
- 3. motorizirana četa
- minometna četa

2012
- poveljniško-logistična četa
- 1. motorizirana četa
- 2. motorizirana četa
- 3. motorizirana četa
- minometna četa

2014
- poveljniško-logistična četa
- 1. motorizirana četa
- 2. motorizirana četa
- 3. motorizirana četa
- 4. motorizirana četa